# Пенсо
Пенсо́ (фр. Pinsot) — колишній муніципалітет у Франції, у регіоні Овернь-Рона-Альпи, департамент Ізер. Населення — 204 осіб (2011).
Муніципалітет був розташований на відстані близько 490 км на південний схід від Парижа, 110 км на південний схід від Ліона, 35 км на північний схід від Гренобля.

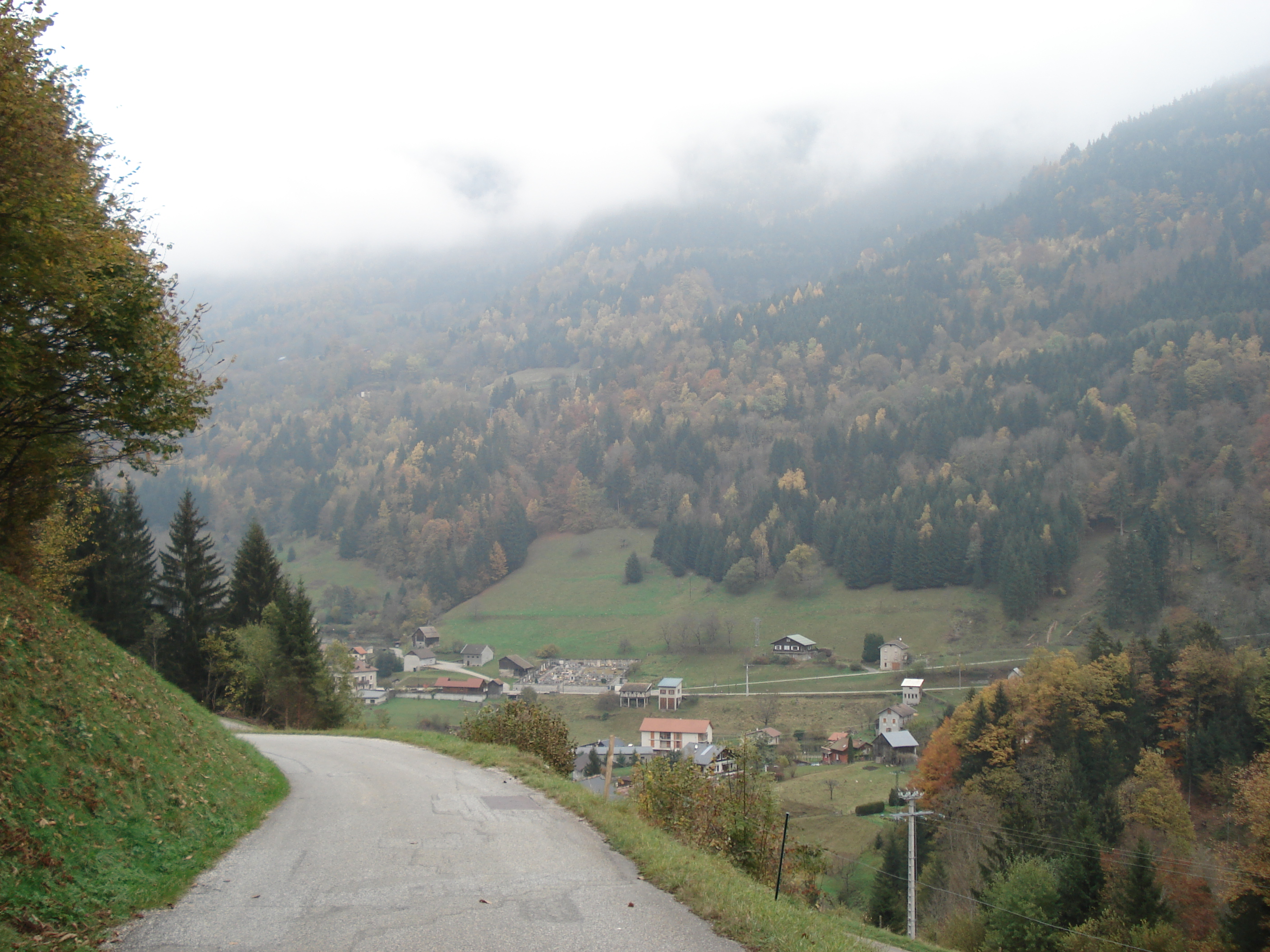

## Історія
До 2015 року муніципалітет перебував у складі регіону Рона-Альпи. Від 1 січня 2016 року належав до нового об'єднаного регіону Овернь-Рона-Альпи.
1 січня 2019 року Пенсо і Ла-Ферр'єр було об'єднано в новий муніципалітет Ле-О-Бреда.

## Демографія
Динаміка населення (INSEE ):
Розподіл населення за віком та статтю (2006):
| Стать | Всього | До 15 років | 15-24 | 25-44 | 45-64 | 65-85 | Понад 85 |
| --- | ------ | ----------- | ----- | ----- | ----- | ----- | -------- |
| Чоловіки | 88     | 16          | 12    | 20    | 28    | 8     | 4        |
| Жінки | 93     | 16          | 8     | 33    | 20    | 16    | 0        |
| \| Статево-вікова піраміда \| Статево-вікова піраміда \| Статево-вікова піраміда \| \| ----------------------- \| ----------------------- \| ----------------------- \| \| Чоловіки \| Вік \| Жінки \| \| 4 \| 85 + \| 0 \| \| 4 \| 80-84 \| 8 \| \| 0 \| 75-79 \| 0 \| \| 4 \| 70-74 \| 8 \| \| 0 \| 65-69 \| 0 \| \| 8 \| 60-64 \| 4 \| \| 4 \| 55-59 \| 8 \| \| 4 \| 50-54 \| 0 \| \| 12 \| 45-49 \| 8 \| \| 4 \| 40-44 \| 8 \| \| 8 \| 35-39 \| 0 \| \| 4 \| 30-34 \| 4 \| \| 4 \| 25-29 \| 21 \| \| 8 \| 20-24 \| 8 \| \| 4 \| 15-20 \| 0 \| \| 4 \| 10-14 \| 4 \| \| 4 \| 5-9 \| 0 \| \| 8 \| 0-4 \| 12 \| |        |             |       |       |       |       |          |
| Статево-вікова піраміда |        |             |       |       |       |       |          |
| Чоловіки | Вік    | Жінки       |       |       |       |       |          |
| 4 | 85 +   | 0           |       |       |       |       |          |
| 4 | 80-84  | 8           |       |       |       |       |          |
| 0 | 75-79  | 0           |       |       |       |       |          |
| 4 | 70-74  | 8           |       |       |       |       |          |
| 0 | 65-69  | 0           |       |       |       |       |          |
| 8 | 60-64  | 4           |       |       |       |       |          |
| 4 | 55-59  | 8           |       |       |       |       |          |
| 4 | 50-54  | 0           |       |       |       |       |          |
| 12 | 45-49  | 8           |       |       |       |       |          |
| 4 | 40-44  | 8           |       |       |       |       |          |
| 8 | 35-39  | 0           |       |       |       |       |          |
| 4 | 30-34  | 4           |       |       |       |       |          |
| 4 | 25-29  | 21          |       |       |       |       |          |
| 8 | 20-24  | 8           |       |       |       |       |          |
| 4 | 15-20  | 0           |       |       |       |       |          |
| 4 | 10-14  | 4           |       |       |       |       |          |
| 4 | 5-9    | 0           |       |       |       |       |          |
| 8 | 0-4    | 12          |       |       |       |       |          |

## Економіка
2010 року серед 133 осіб працездатного віку (15—64 років) 105 були активними, 28 — неактивними (показник активності 78,9%, у 1999 році було 74,7%). З 105 активних мешканців працювали 93 особи (52 чоловіки та 41 жінка), безробітними було 12 (8 чоловіків та 4 жінки). Серед 28 неактивних 8 осіб було учнями чи студентами, 13 — пенсіонерами, 7 були неактивними з інших причин.

У 2010 році в муніципалітеті числилось 84 оподатковані домогосподарства, у яких проживали 205,0 особи, медіана доходів виносила 19 960 євро на одного особоспоживача